# Liste des abbés de Saint-Nicolas d'Angers
Liste des abbés de Saint-Nicolas d'Angers :

## XI-XIIIesiècle
- Baudry
- Renaud
- 1033 - ? : Hilduin
- Adelard
- Hamon
- Noël
- Lambert
- Jean
- Lambert
- Nigellus
- Herbert
- Barthélémy
- 1166 : Hugues, abbé de cette abbaye va en compagnie de Geoffroi évêque de Saint-Brieuc; Henri II, roi d'Angleterre; Conan IV de Bretagne, duc de Bretagne; Guillaume Ier, abbé de Saint-Aubin des Bois; Guillaume, abbé de Saint-Serge; Guillaume, abbé de Toussaint d'Angers; Guillaume, abbé de Saint-Maur, assistèrent à la translation  du corps de saint Brieuc dans l'abbaye Saint-Serge-lès-Angers[1]
- Jousselin
- Hameric
- Jollan
- Jacques
- Jean

## XIVesiècle
- Guillaume II (1294/1296- avant 1331)
- Benoît Ier (avant 1331- 27 oct. 1344)
- Gilles Latom (30 oct. 1344- avant 1356)
- Simon Ier de Renou (4 avr.1356- oct. 1363)
- Jean III (24 janv. 1364- ????)
- Thibaud (1384-????)
- Renaud (27 sept. 1385- 26 mai 1393)

## XVesiècle
- Jacques III incertain
- Simon II (1405-????)
- Natalis II incertain
- Simon III de Clefs (21 fév. 1429- 1462)
- Benoît II, enterré dans l'abbatiale
- Pierre Ier de Laval
- Pierre II Cornilleau (????- 17 février 1506)

## XVIesiècle
- Robert Maurice (1506-1512)
- Guillaume Briçonnet (1513)
- Adrien Gouffier de Boisy
- Jean de Charnacé (....-1539)

## Abbés commendataires
- Gabriel Bouvery (1539-1572)
- Raoul Hurault de Cheverny (1572)
- Martin de Beaune (1580)
- Antoine Morin (1584-1595)
- Luigi Rucellaï (Roucelay) (1616-1621), familier de Marie de Médicis, mort à Montpellier le 22 octobre 1622.
- Guillaume Fouquet de la Varenne (1621), évêque d'Angers.
- Henri Arnauld (1624-1692)
- Charles-Maurice du Bouzet de Roquépine (1692)
- Nicolas de Bouillé (1753-1766)
- Louis Henri de Rochefort d'Ailly (1767)
- Claude-Charles de Mostuejouls (1790)